# Graduation de la Saline
La graduation de la Saline était un ensemble d'anciens bâtiments industriels, dont ne subsistent que quelques parties inscrites aux monuments historiques français. Il est situé près de la saline royale de Chaux, sur la commune d'Arc-et-Senans dans le département du Doubs en France.

## Histoire
Le bâtiment de graduation de la saline d'Arc-et-Senans fut créé en même temps que la saline entre 1775 et 1779. Il était placé à l'extrémité du saumoduc reliant Salins à Arc-et-Senans. Il permettait d'augmenter la teneur en sel de la saumure avant son passage dans les poêles de la saline.
À la suite de l'arrêt de l'activité de la saline en 1895, le bâtiment de graduation fut détruit en 1920, à l'exception des dispositifs hydrauliques et du logement du charpentier.
Le bâtiment de la graduation, le canal et les façades et toitures du logement du charpentier sont inscrits au titre des monuments historiques depuis le 8 octobre 1991.

## Localisation

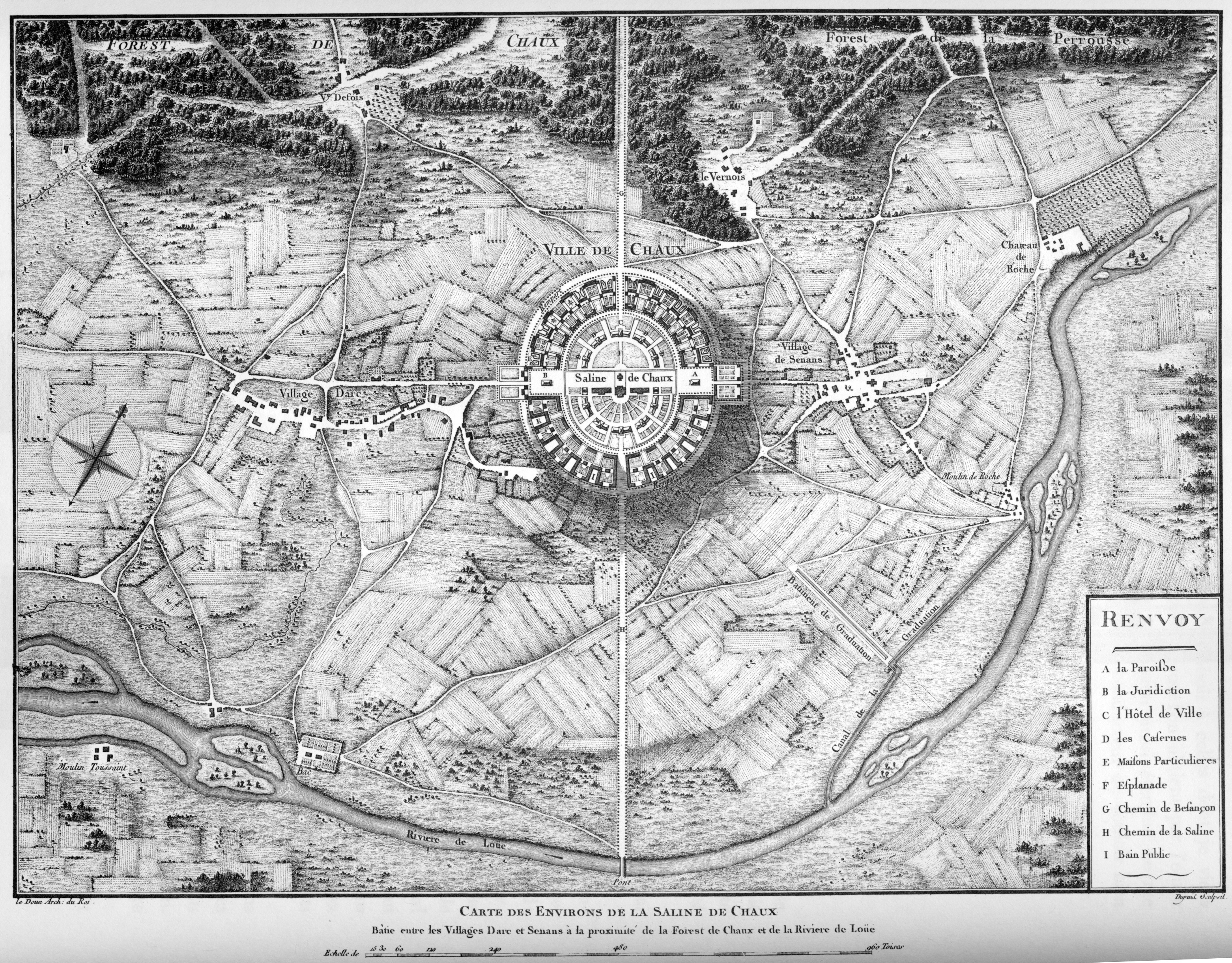
Plan de la saline. Le bâtiment de graduation et le canal y sont figurés au sud-est de celle-ci.

Le bâtiment, et ses annexes, étaient situés sur la route rectiligne menant de la Loue à la saline royale (actuellement, rue des Graduations) à Arc-et-Senans.

## Structure
La graduation était composée d'un canal de dérivation faisant tourner une roue à aubes qui actionnait une pompe, d'une structure en bois couverte, de 496 mètres de longueur sur 7 mètres de hauteur et du logement du charpentier qui était chargé de l'entretien.

## Fonctionnement
L'objectif de la graduation était d'augmenter la teneur en sel de la saumure par un processus d'évaporation. L'eau salée était issue des sources de Salins-les-Bains et acheminée à Arc-et-Senans via un saumoduc long de 21 kilomètres.
À 5 mètres de hauteur, dans le bâtiment, se trouvait un tuyau horizontal de près de 500 m percé de trous pour l'écoulement de l'eau salée qui pouvait ainsi se répandre  sur de très nombreux fagots d'épines. Cette répartition permettait l'évaporation partielle de l'eau, facilitée par la ventilation naturelle. La saumure, plus concentrée, était collectée, en partie inférieure, dans le creux d'un madrier de sapin rainuré et légèrement incliné. Ce procédé était répété plusieurs fois afin d'augmenter la concentration  jusqu'à obtenir une salinité d'environ 24 degrés. La saumure était ensuite déversée dans un bassin d'une capacité de  900 m3 , situé à proximité, avant d'être envoyée à la saline pour en extraire le sel.